# Sophie in 't Veld
Sophia Helena "Sophie" in 't Veld (Vollenhove, Overijssel, 13 de setembre de 1963) és una política neerlandesa, membre del Parlament Europeu pel partit liberal Demòcrates 66, part de l'Alliance des Démocrates et des Libéraux pour l'Europe (ADLE).
Sophia Helena in 't Veld va néixer el 13 de setembre de 1963 a Vollenhove, província d'Overijssel, Països Baixos. De 1982 a 1991, va estudiar història a la Universitat de Leiden. Després de completar el grau de mestre en estudis medievals, va treballar com a traductora autònoma en francès, anglès i italià, i després com a trainee en el departament d'afers econòmics de la ciutat de Gouda (Països Baixos).
Johanna Boogerd-Quaak, una diputada europea de D66, la va contractar com a assistent en 1994. De 1996 a 2004, va ser Secretària General del grup ELDR en el Comitè de les Regions. Des del 20 de juliol de 2004 és diputada del Parlament europeu, per Demòcrates 66 que és part del grup parlamentari de l'Aliança de Liberals i Demòcrates per Europa. La seva elecció l'any 2004 va suposar ser l'única diputada europea del seu partit (D66) fins al a 2009.
Entre 2004 i 2009, in 't Veld va servir en la Comissió d'Afers Econòmics i Monetaris. De 2009 a 2014, fou membre del Comitè de Drets de les Dones i Igualtat de Gènere. Des de 2009, ha estat membre del Comitè de Llibertats Civils, Justícia i Afers Interiors; entre 2009 i 2014, va servir com a ajudant de la presidenta del comitè.
In 't Veld va fundar i actualment presideix la Plataforma de Parlament Europeu pel Secularisme en Política. És també presidenta del Grup de treball al Parlament europeu sobre Salut Reproductiva, VIH/SIDA i Desenvolupament des de 2009 i Vicepresidenta del Intergroup del Parlament europeu de Drets de LGBT.
In 't Veld és membre honoraria de la Societat Secular Nacional del Regne Unit, que li va atorgar el 2011 el del premi de Secularista de l'any.